# شهرستان وینه‌بگو، ایلینوی
شهرستان وینه‌بگو، (به انگلیسی: Winnebago County) شهرستانی در ایالت ایلی‌نوی ایالات متحده امریکا و بر طبق سرشماری ۲۰۱۰ این شهرستان ۲۹۵۲۶۶ نفر جمعیت داشته‌است. رشد جمعیت این شهرستان از ۲۰۰۰ تا ۲۰۱۰، حدود ۶٫۱ درصد رشد مثبت بوده است
طبق سرشماری ۲۰۱۰، مساحت این شهرستان ۱۳۴۴٫۹ کیلومتر مربع وسعت داشته که از این مقدار ۱٫۱۳ درصد آب و۹۸٫۸۷ درصد خشکی می‌باشد.
این شهرستان در ۱۸۳۶ از شهرستان کلز و شهرستان لاشلا جدا شد. این شهرستان نام خود را از قبیله وینه‌بگو یکی از قبیله‌های سرخپوستان امریکا گرفته‌است.

## نگارخانه

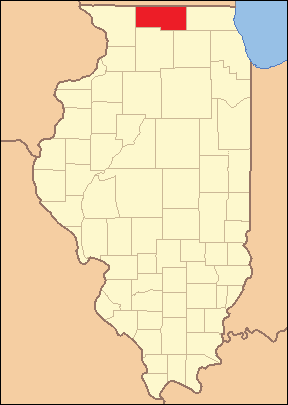
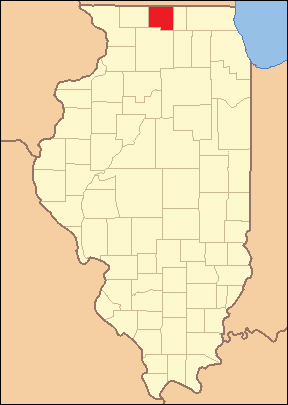

## همسایگان و راه‌ها
همسایگان این شهرستان عبارتند از:
- شمال: شهرستان راک، ویسکانسین
- شمال‌شرق:
- شرق: شهرستان بونه
- جنوب‌شرق: شهرستان دکلاب
- جنوب: شهرستان اوگل
- جنوب‌غرب: شهرستان افینگهام
- غرب: شهرستان استفنسون
- شمال‌غرب: شهرستان گرین، ویسکانسین

راه‌های اصلی این شهرستان:
1. بزرگراه میان‌ایالتی ۳۹
2. بزرگراه میان‌ایالتی ۹۰
3. بزرگراه ۲۰ ایالات متحده
4. بزرگراه ۵۱ ایالات متحده
5. جاده ۲ ایلی‌نوی
6. جاده ۷۵ ایلی‌نوی
7. جاده ۱۷۳ ایلی‌نوی
8. جاده ۲۵۱ ایلی‌نوی

## شهرها
| ارگی‌لی، ایلی‌نوی     | منچنزی پارک، ایلی‌نوی | سیوارد، ایلی‌نوی     |
| چری ولی، ایلی‌نوی    | نیومیلفرد، ایلی‌نوی   | شیرلند، ایلی‌نوی     |
| دوراند، ایلی‌نوی     | پیکاتونیکا، ایلی‌نوی  | ساوت بلیوت، ایلی‌نوی |
| هاریسون، ایلی‌نوی    | راکفورد، ایلی‌نوی     | وینه‌بگو، ایلی‌نوی    |
| لیک سومرست، ایلی‌نوی | راکتن، ایلی‌نوی       | لاوز پارک، ایلی‌نوی  |
| روزاکو، ایلی‌نوی     |                      |                     |

- راکفورد، ایلی‌نوی، مرکز شهرستان